# بالفور (داکوتای شمالی)
بالفور(به انگلیسی: Balfour) شهری در ایالت داکوتای شمالی کشور ایالات متحده آمریکا است که جمعیت آن در سرشماری سال ۲۰۱۰ میلادی، ۲۶ نفر بوده‌است.که اکنون رو به افزایش است.